# Frank (album de Amy Winehouse)
Frank este albumul de debut al artistei engleze Amy Winehouse, lansat pe 20 octombrie 2003 prin Island Records. Albumul a fost produs de Winehouse, Salaam Remi, Comissioner Gordon, Jimmy Hogarth și Matt Rowe între 2002 și 2003. Titlul discului (frank = sincer) se referă la natura și tonul versurilor scrise de Winehouse pentru album. 
La lansare, Frank a fost bine primit de majoritatea criticilor muzicali iar Winehouse a câștigat și câteva distincții pentru album printre care și premiul Ivor Novello. De la lansarea originală din Regatul Unit, albumul a fost reeditat în Canada, Statele Unite și Australia. Frank a câștigat trei discuri de platină. 

## Ordinea pieselor pe disc
1. "Intro"/"Stronger Than Me" (Winehouse/Winehouse, Salaam Remi) (3:54)
2. "You Sent Me Flying"/"Cherry" (Winehouse, Felix Howard/Winehouse, Remi) (6:50)
3. "Know You Know" (Winehouse, Gordan Williams, Earl Chinna Smith, Delroy "Chris" Cooper, Astor Campbell, Donovan Jackson) (3:03)
4. "Fuck Me Pumps" (Winehouse, Remi) (3:20)
5. "I Heard Love Is Blind" (Winehouse) (2:10)
6. "Moody's Mood for Love"/"Teo Licks" (Jimmy McHugh, Dorothy Fields, James Moody/Winehouse) (3:28)
7. "(There Is) No Greater Love" (Isham Jones, Marty Symes) (2:08)
8. "In My Bed" (Winehouse, Remi) (5:17)
9. "Take the Box" (Winehouse, Luke Smith) (3:20)
10. "October Song" (Winehouse, Matt Rowe, Stefan Skarbek) (3:24)
11. "What Is It About Men" (Winehouse, Howard, Paul Watson, L. Smith, Williams, E.C. Smith, Wilburn Squiddley Cole, Cooper, Jackson) (3:29)
12. "Help Yourself" (Winehouse, Jimmy Hogarth) (5:01)
13. "Amy Amy Amy"/"Outro" (Winehouse, Rowe, Skarbek/Winehouse, Remi) (13:14)

## Extrase pe single
- "Stronger Than Me" (2003)
- "Take the Box" (2004)
- "In My Bed"/"You Sent Me Flying" (2004)
- "Pumps"/"Help Yourself" (2004)